# Walzstahlhaus

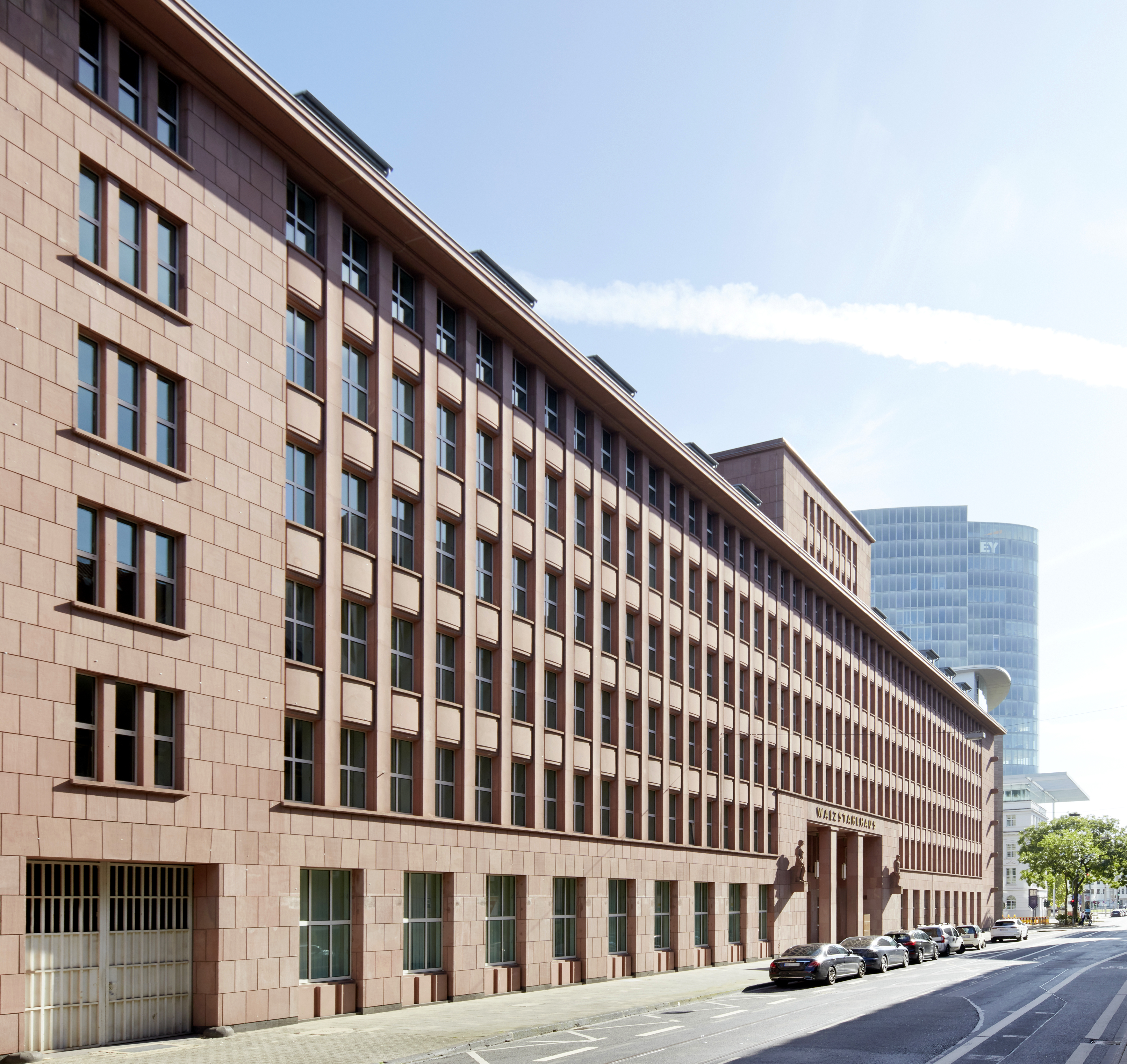
Fassade

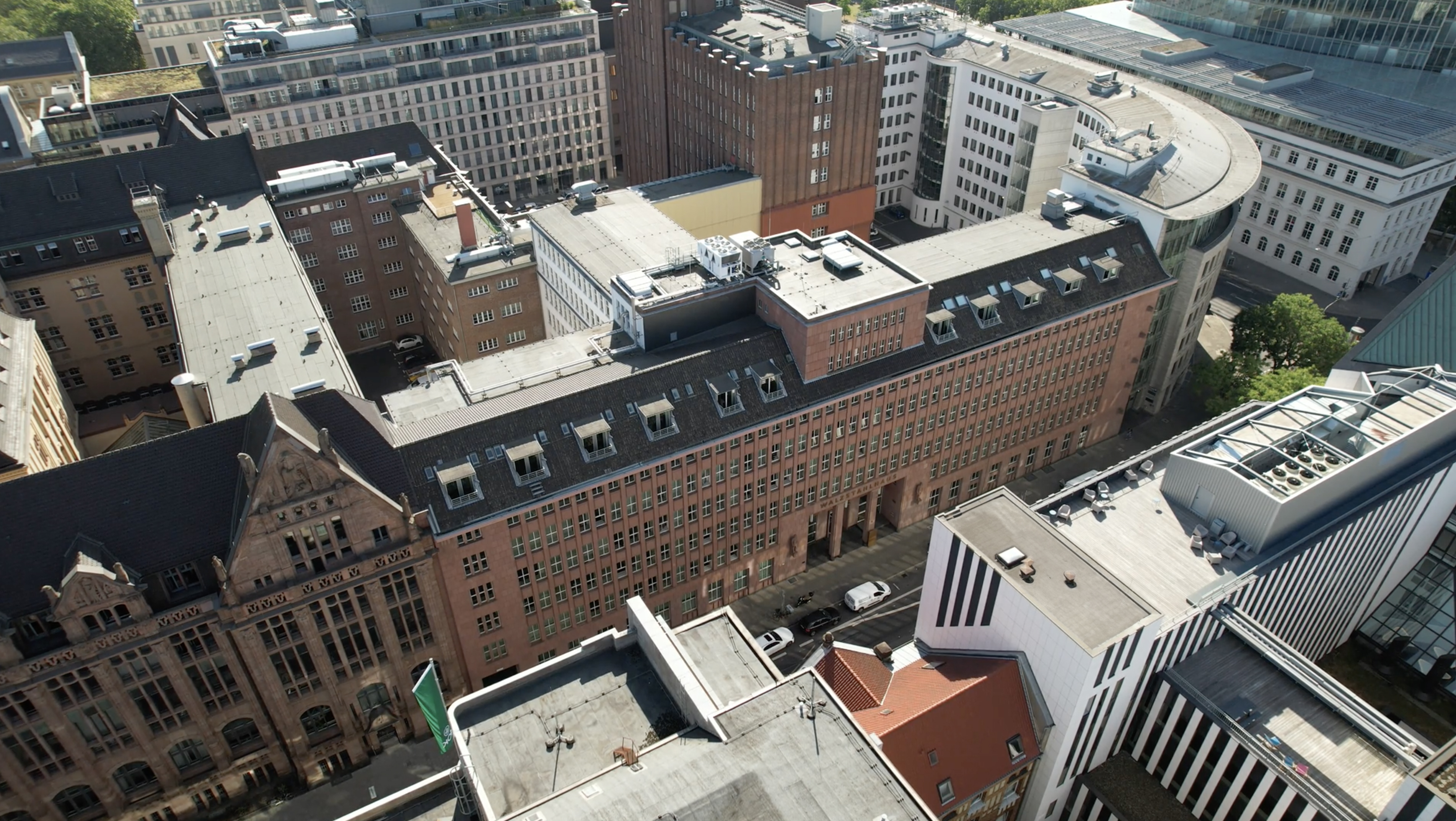
Im rechten Winkel an den roten vorderen Baukörper schließt der weiße Hofflügel an.

Das Walzstahlhaus ist ein neoklassizistisches Bürogebäude mit roter Sandsteinfassade in Düsseldorf, Kasernenstraße 36. Das sechsgeschossige Bauwerk mit Hofflügel befindet sich am südwestlichen Rand des Zentrums in Nähe des Rheins im Stadtteil Carlstadt. 

## Architekturgeschichte
Das Walzstahlhaus wurde nach Entwürfen der Architekten Heinrich Rosskotten und Karl Wach von 1938 bis 1940 mit einer „aus dem Klassizismus abgeleiteten Formensprache“ (Neo-Klassizismus) erbaut. Neoklassizistisch sind insbesondere der Figurenschmuck, bestehend aus Statuen und Köpfen, und das Portal. So zeigt das Portal eine „monumentalisierende, dreiachsige und zwei Geschosse übergreifende Pfeilerstellung“. 

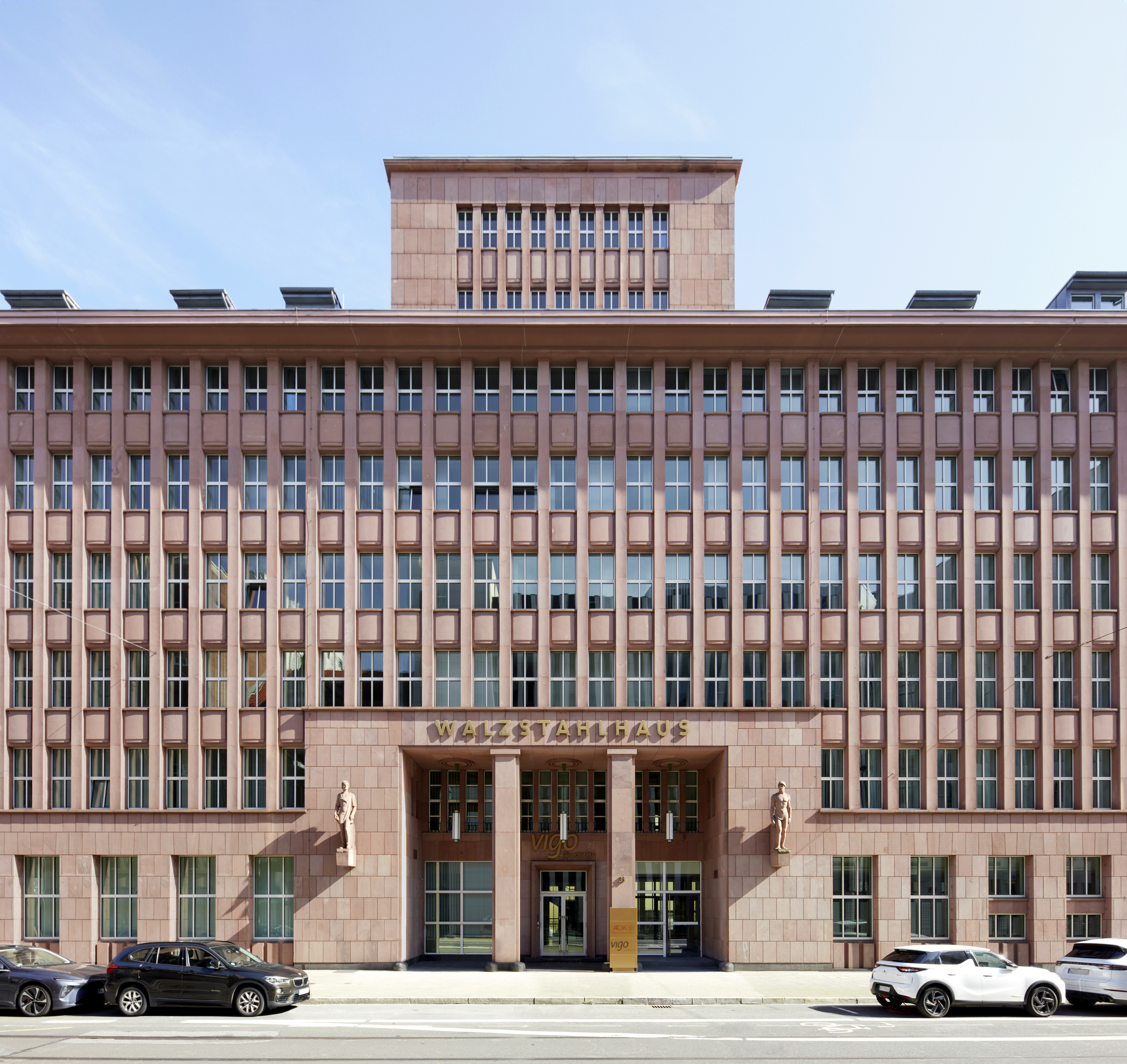
Portal mit der Inschrift „Walzstahlhaus“

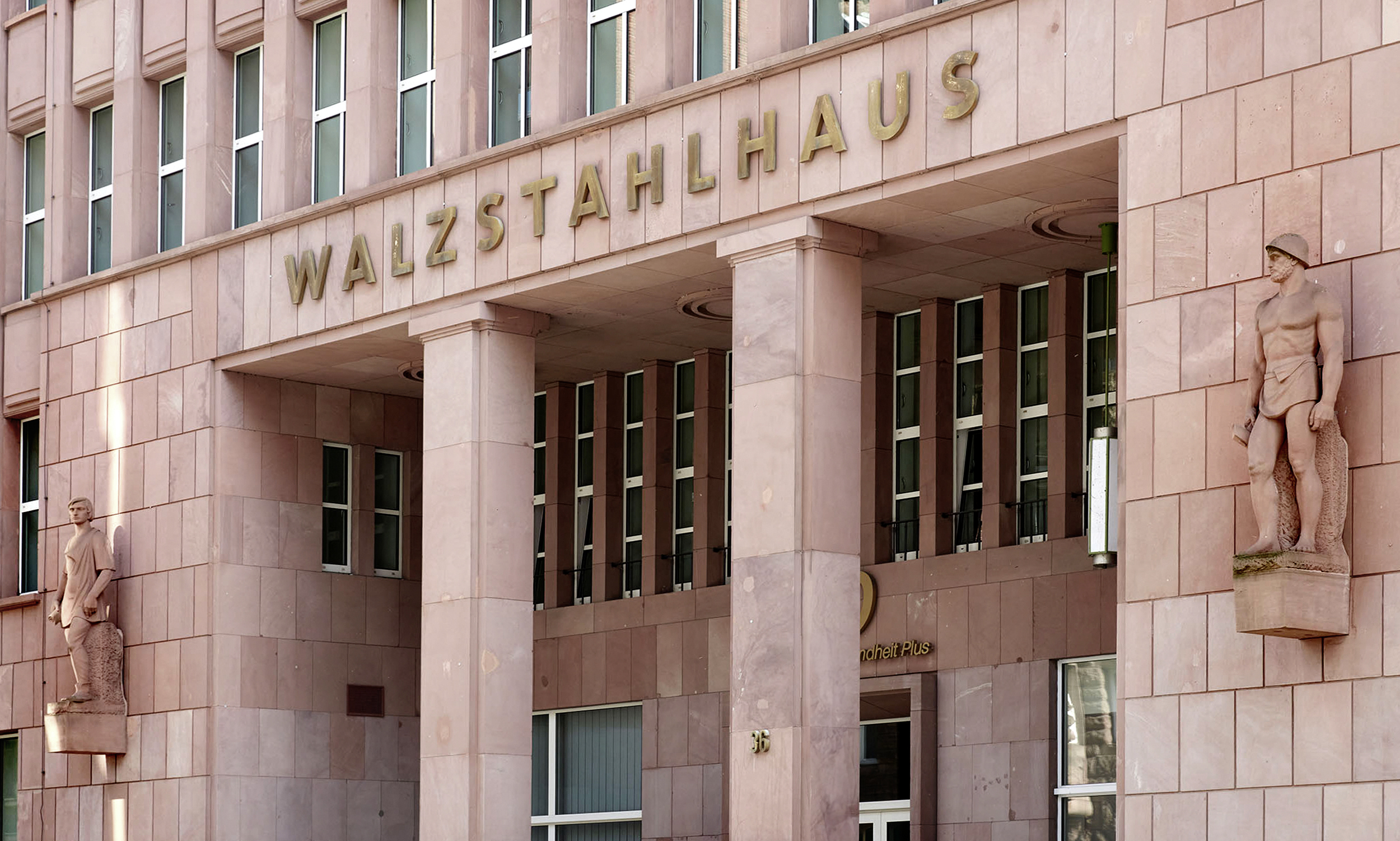
Die zwei Arbeiterskulpturen. Links der „geistige“ mit Schriftrolle, rechts der „muskulöse“ mit Hammer in der Hand.

Das Portal wird seitlich flankiert von Stahlarbeiterskulpturen. Die Figuren aus rotem Sandstein stehen überhöht auf vorkragenden Wandkonsolen. Sie wurden erst nachträglich, Ende der 1950er-Jahre hinzugefügt. Mehrere Quellen gehen davon aus, dass die Statuen genauso wie die Konsolenköpfe Arbeiten des Bildhauers Erich Kuhn seien, jedoch ist dies zweifelhaft, da die Stahlarbeiter-Skulpturen nicht in Kuhns sonst detaillierten Aufzeichnungen aller seiner Auftragsarbeiten auftauchen, und Kuhns Sohn berichtet, dass die Figuren nicht von seinem Vater seien.

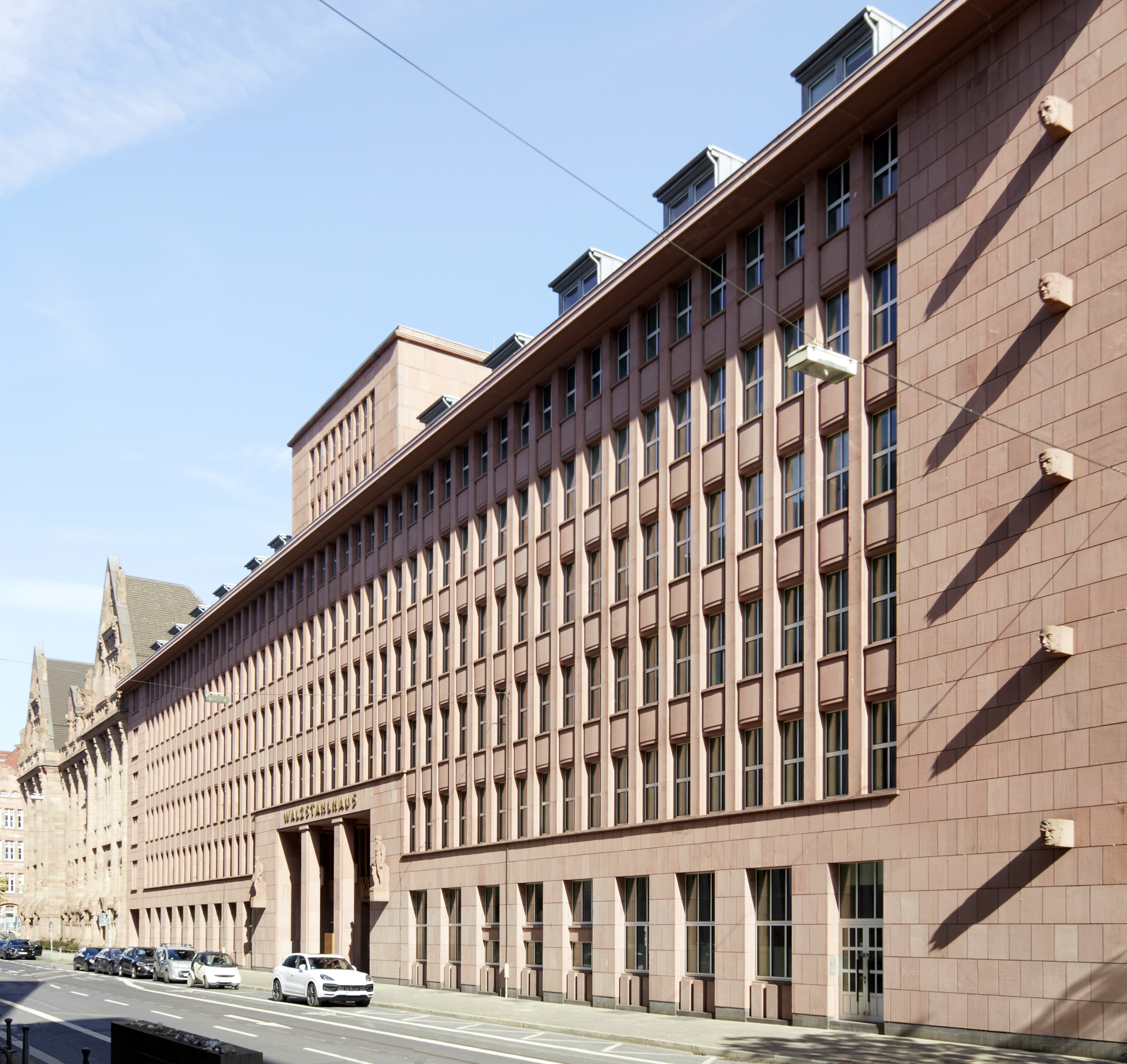
Die fünf Konsolenköpfe am südlichen Rand der Westfassade gliedern die Fassade

Die südliche Gebäudeachse zeigt fünf Konsolenköpfe des Düsseldorfer Bildhauers Erich Kuhn (1890–1967). Die Köpfe kennzeichnen jeweils den Beginn einer neuen Etage. Wen diese „Charakterköpfe“ darstellen sollen, ist unbekannt.

Das Gebäude hat sechs Etagen und zwei Kellergeschosse. Die Stahlskelettbauweise ermöglicht große Flächen, die individuell eingeteilt werden können.

Innenaufnahmen
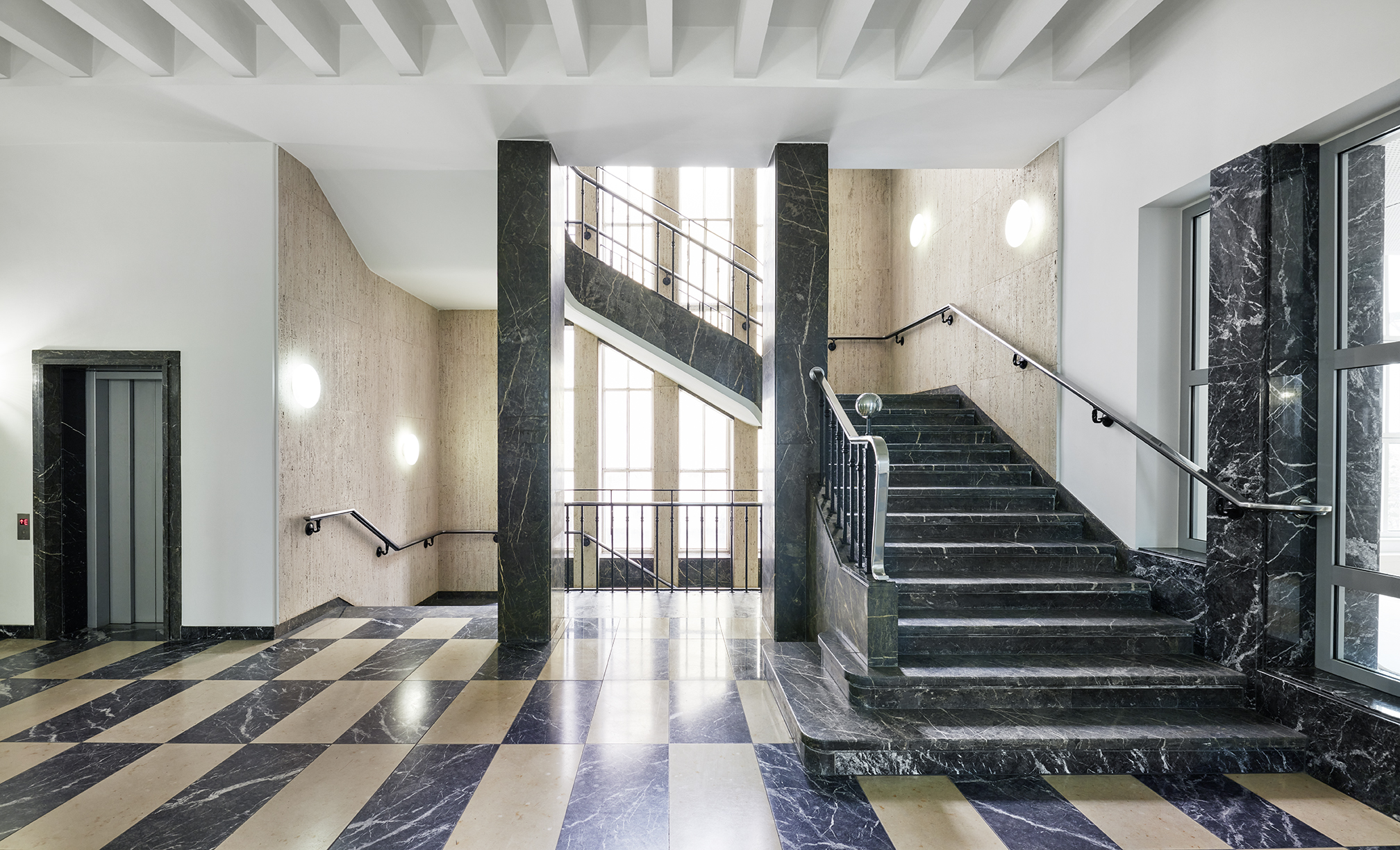
Die Haupttreppe des Gebäudes befindet sich in der Flucht des Haupteingangs.
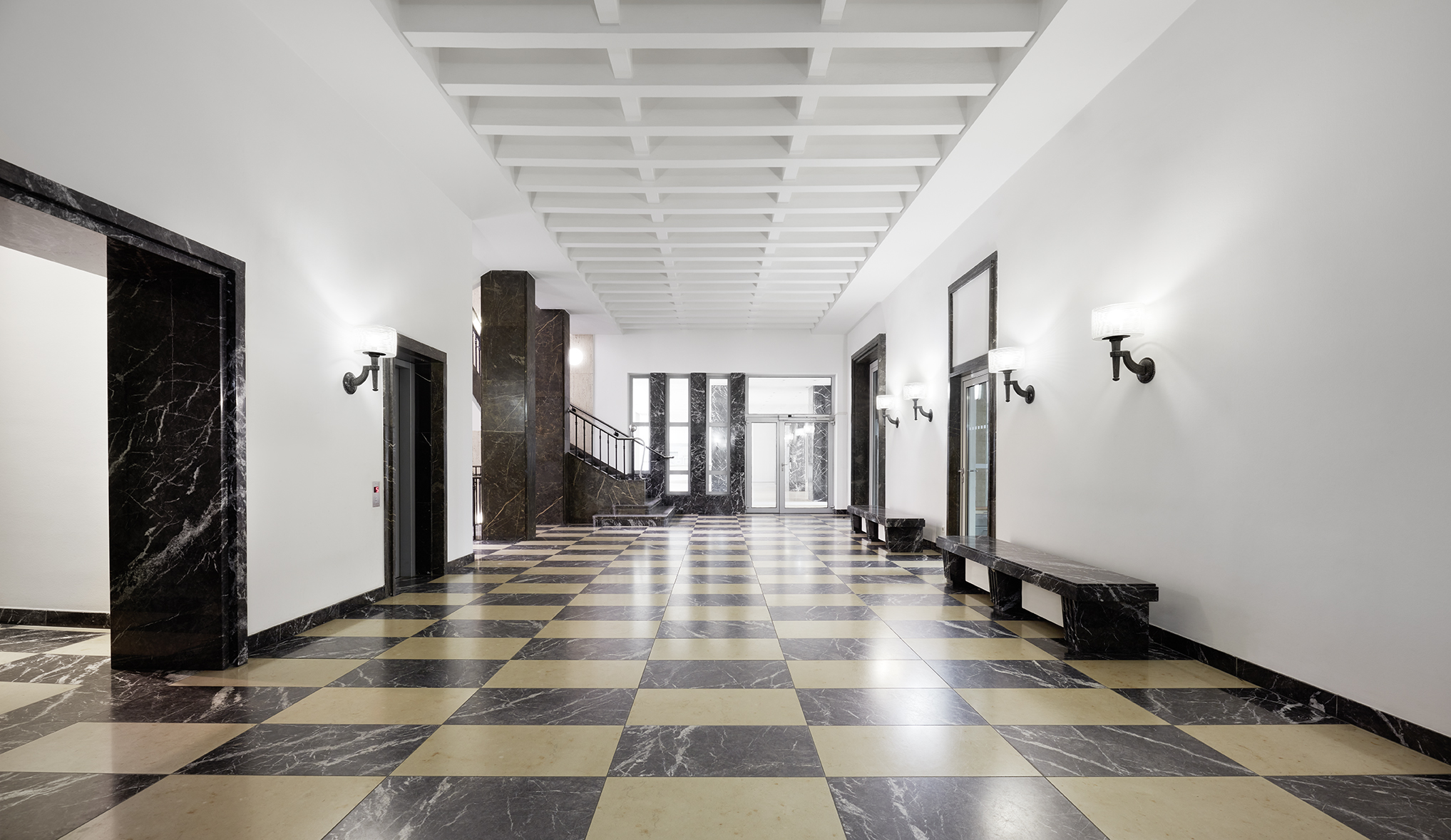
Der Treppe ist eine große Halle vorgelagert. Dieses Gliederungsschema wiederholt sich in den Geschossen. Um diese Halle sind Nebenräume und WC gruppiert.
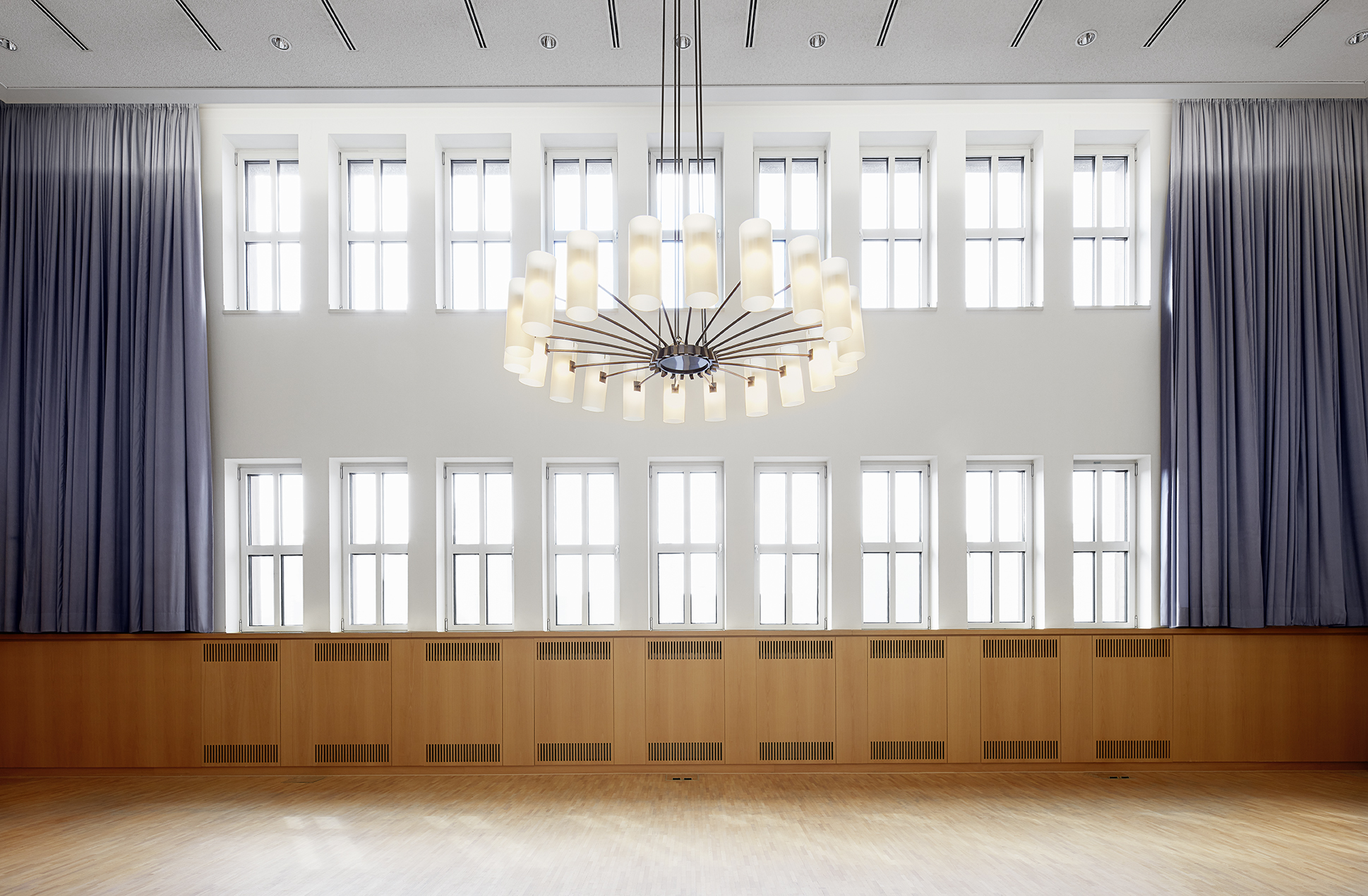
Der Sitzungssaal in den obersten Stockwerken.

Seit 1993 steht das Gebäude „aufgrund seiner Bedeutung für die Wirtschaftsgeschichte des Landes“ und als „wichtiges Zeugnis der Architektur vor dem Zweiten Weltkrieg“ unter Denkmalschutz.

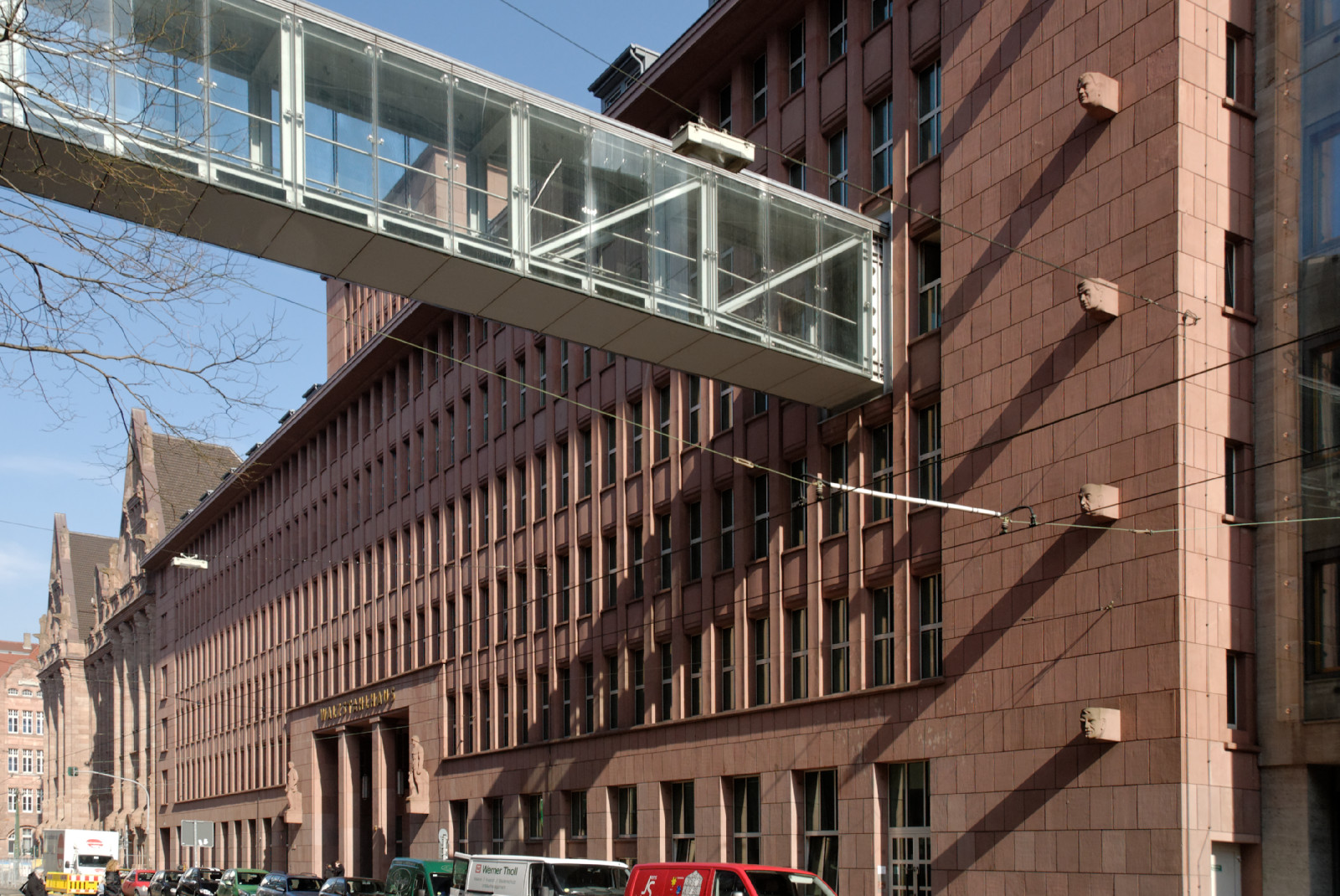
Die inzwischen wieder entfernte Glasbrücke (Foto aus dem Jahr 2011)

Im Jahr 1998 wurde das Walzstahlhaus über eine Fußgänger-Glasbrücke mit dem gegenüberliegenden Gebäude (Hausnummer 67) verbunden, in dem von 1983 bis 2018 die Verlagsgruppe Handelsblatt ihren Sitz hatte. So konnten die Flächen gemeinsam vermietet und genutzt werden. Ende 2018 wurde der Verbindungsgang wieder entfernt, und die offene Stelle in der Fassade originalgetreu verschlossen.

## Sozial- und Wirtschaftsgeschichte
Das Walzstahlhaus war konzipiert worden als Sitz eines Unternehmenskartells. Der Verband der deutschen Walzstahl-Unternehmer war ab 1940 dort ansässig, ebenso die von ihm gesteuerte Verkaufszentrale für Walzstahl. Der Walzstahlverband war Mitglied im deutschen Stahlwerksverband, einem komplex aufgebauten Absatzkartell, einem industriellen Syndikat für mehrere Produktbereiche. Beim Bauvorhaben Walzstahlhaus handelte es sich um eine räumliche Auslagerung aus dem Stahlhof (Bastionstr. 39), in dem der Stahlwerksverband, nur eine Querstraße entfernt, residierte.
Der repräsentative Neubau, Jahre vorher geplant, sollte offenbar auch die drei Düsseldorfer Kontore des internationalen Stahlkartells (1933–1939) aufnehmen. In diesem Zusammenschluss waren die Walzstahlsorten Grobblech, Mittelblech und Universaleisen der deutschen Syndikatsgruppe zugeteilt, d. h. der weltweite Export dieser Produktarten wurde von Düsseldorf aus verwaltet und gesteuert.
Zwischen 1940 und 1942 änderte sich das deutsche Wirtschaftssystem von den Kartellen hin zu Lenkungsverbänden. 1942 wurden Stahlwerksverband und Walzstahlhaus in den Bereich der Reichsgruppe Eisen eingebracht, verloren also – bei materiell ähnlicher Funktion – ihre privatwirtschaftliche Unabhängigkeit.
Den Zweiten Weltkrieg überstand das Gebäude unbeschadet. Wie auch der nahegelegene Stahlhof fungierte das Walzstahlhaus im Anschluss daran als Sitz der britischen Besatzungsbehörde. 
Von 1998 bis 2011 wurden die Büroflächen von der Verlagsgruppe Handelsblatt als Erweiterung des gegenüber gelegenen Hauptsitzes genutzt, bis 2017 weiterhin die Kantine in dem Gebäude.
Seit 2011 ist die AOK Rheinland/Hamburg Hauptmieter der ungefähr 10000 Quadratmeter großen Büroflächen.